# Nerf infra-orbitaire
Le nerf infra-orbitaire (ou parfois nerf sous-orbitaire) est issu de la branche maxillaire (V2) du nerf trijumeau (CN V). Il sort de l'orbite en suivant le canal infra-orbitaire et en passant finalement par le foramen infra-orbitaire. Il donne une innervation sensorielle de la peau et des muqueuses de la face.

## Anatomie
Le nerf infra-orbitaire voyage avec l'artère et la veine infra-orbitaires. Il est issu d'une branche du nerf maxillaire au niveau de la fosse ptérygo-palatine et passe à travers la fissure orbitaire inférieure pour entrer dans l'orbite. Il se prolonge antérieurement sur le plancher de l'orbite dans le sillon infra-orbitaire jusqu'au canal infra-orbitaire de l'os maxillaire. Il donne 3 branches dans le canal infra-orbitaire : le nerf alvéolaire postéro-supérieur, le nerf alvéolaire supéro-médian et le nerf alvéolaire antéro-supérieur. Il émerge du canal au niveau de la surface antérieure du maxillaire à travers le foramen infra-orbitaire. À ce niveau, il se divise en 3 branches terminales : palpébrale, nasale et labiale supérieure. 

### Branches
Il donne dans le canal infra-orbitaire du nerf proximal au distal : 
- nerf alvéolaire postéro-supérieur
- nerf alvéolaire supéro-médian
- nerf alvéolaire antéro-supérieur
Après sa sortie du foramen infraorbitaire on retrouve : 
- le nerf palpébral inférieur
- le nerf nasal
- le nerf labial supérieur
La branche palpébrale remonte dans la partie profonde de l'orbiculaire de l’œil et perce le muscle pour innerver la paupière inférieure. La branche nasale innerve la peau du nez latéralement et le septum nasal souple. La branche labiale supérieure descend en profondeur dans le muscle releveur de la paupière supérieure pour innerver la peau de la joue antérieure et la lèvre supérieure.

## Innervation
Il est chargé de l’innervation sensitive de : 
- la paupière inférieure ;
- l'aile du nez ;
- la lèvre supérieure.

Il ne donne aucune innervation motrice.

## Pathologies
Il peut être lésé lors des fractures du plancher orbitaire entraînant une perte de la sensibilité (hypoesthésie) de la région sous-orbitaire[source insuffisante].